# Kim Ngọc Thái
Kim Ngọc Thái (sinh ngày 1 tháng 1 năm 1969, người Khmer) là chính trị gia nước Cộng hòa xã hội chủ nghĩa Việt Nam, hiện đang giữ chức Phó Bí thư Tỉnh uỷ Vĩnh Long . Ông từng là Phó Bí thư thường trực Tỉnh ủy Trà Vinh, Bí thư Đảng đoàn, Chủ tịch Hội đồng nhân dân tỉnh Trà Vinh, Phó Bí thư Ban Cán sự Đảng, Phó Chủ tịch Ủy ban nhân dân tỉnh Trà Vinh; Ủy viên Ban Thường vụ Tỉnh ủy, Bí thư Huyện ủy Trà Cú, Trà Vinh.
Kim Ngọc Thái là đảng viên Đảng Cộng sản Việt Nam, chuyên môn Cử nhân Kinh tế chính trị, Cao cấp lý luận chính trị. Ông có sự nghiệp đều công tác ở quê nhà Trà Vinh.

## Xuất thân và giáo dục
Kim Ngọc Thái sinh ngày 1 tháng 1 năm 1969 tại xã Tân Hiệp, huyện Trà Cú thuộc tỉnh Vĩnh Bình, nay thuộc tỉnh Vĩnh Long, Việt Nam. Ông lớn lên ở Tân Hiệp trong một gia đình người Khmer, theo Phật giáo, tốt nghiệp 12/12, chuyên môn Cử nhân chuyên ngành Kinh tế chính trị. Ông được kết nạp Đảng Cộng sản Việt Nam vào ngày 2 tháng 3 năm 1995, là Đảng viên chính thức từ ngày 2 tháng 3 năm 1996, theo học và có bằng Cao cấp lý luận chính trị tại Học viện Chính trị Quốc gia Hồ Chí Minh.

## Sự nghiệp
Tháng 11 năm 1986, Kim Ngọc Thái bắt đầu công việc kế toán trưởng của Hợp tác xã mua bán xã Tân Hiệp, huyện Trà Cú, tỉnh Cửu Long, sau đó chuyển sang làm kế toán ngân sách của xã từ đầu năm 1989. Năm 1991, Cửu Long tách thành Vĩnh Long và Trà Vinh, xã Tân Hiệp thuộc Trà Cú của Trà Vinh, và ông tiếp tục công tác ở xã. Tháng 11 năm 1992, ông là kế toán nông nghiệp xã Tân Hiệp, rồi thủ quỹ của xã từ tháng 9 năm 1993, nhậm chức Trưởng Ban Tài chính xã từ tháng 1 năm 1997. Tháng 5 năm 1999, ông được bầu làm Phó Chủ tịch Ủy ban nhân dân xã Tân Hiệp, sau đó nửa năm thì là Phó Bí thư Đảng ủy xã, Chủ tịch Ủy ban nhân dân xã, và là Đại biểu Hội đồng nhân dân huyện Trà Cú khóa IX, nhiệm kỳ 2004–11. Tháng 8 năm 2004, Kim Ngọc Thái là Bí thư Đảng ủy xã, đến tháng 9 năm 2008 thì chuyển chức làm Bí thư Đảng ủy thị trận Định An, được bầu làm Ủy viên Ban Chấp hành Đảng bộ huyện Trà Cú từ tháng 7 năm 2009. Sang tháng 3 năm 2010, ông là Phó Chủ tịch Ủy ban nhân dân huyện Trà Cú, bầu vào Ban Thường vụ Huyện ủy từ cuối năm này, và là Quyền Chủ tịch rồi Chủ tịch Ủy ban nhân dân huyện từ năm 2011, Đại biểu Hội đồng nhân dân huyện khóa X, nhiệm kỳ 2011–16. Tháng 2 năm 2013, ông được bầu làm Ủy viên Ban Chấp hành Tỉnh ủy Trà Vinh, phân công làm Bí thư Huyện ủy Trà Cú.
Tháng 8 năm 2014, Kim Ngọc Thái được bầu bổ sung vào Ban Thường vụ Tỉnh ủy Trà Vinh, sau đó 2 tháng thì được bổ nhiệm làm Phó Bí thư Ban Cán sự Đảng, Phó Chủ tịch Ủy ban nhân dân tỉnh Trà Vinh. Ngày 5 tháng 9 năm 2018, ông được phân công làm Phó Bí thư thường trực Tỉnh ủy Trà Vinh, đến ngày 5 tháng 11 năm 2020, ông được chỉ định làm Bí thư Đảng đoàn Hội đồng nhân dân tỉnh, rồi được bầu làm Chủ tịch Hội đồng nhân dân tỉnh Trà Vinh. Ông là Đại biểu Hội đồng nhân dân tỉnh Trà Vinh khóa IX, nhiệm kỳ 2016–21, khóa X, nhiệm kỳ 2021–26.